# كلية الأمل للعلوم الطبية التخصصية
كلية الأمل للعلوم الطبية التخصصية هي كلية أهلية تقع في مدينة كربلاء في العراق. أسست سنة 2021.

## الأقسام
تضم الكلية الأقسام التالية:
- قسم طب الأسنان
- قسم الصيدلة
- قسم تقنيات المختبرات الطبية